# Alen Achrowitsch Awidsba
Alen Achrowitsch Awidsba (russisch Ален Ахрович Авидзба; engl. Transkription Alen Akhrovich Avidzba, * 24. Februar 2000 in Sotschi) ist ein russischer Tennisspieler.

## Karriere
Awidsba spielte bis 2017 auf der ITF Junior Tour und kam dabei nur auf einen Einsatz bei einem Grand-Slam-Turnier bei den US Open im Einzel, als er zum Auftakt verlor. Er kam in der Junior-Rangliste dennoch bis auf Platz 16 im Mai 2017. Obwohl noch bis Ende 2018 spielberechtigt, trat er fortan nur noch bei Profiturnieren an.
Ab 2018 spielte Awidsba regelmäßig Profiturniere und die meiste Zeit auf der drittklassigen ITF Future Tour. Auf dieser konnte er 2018 im Einzel und Doppel je einen Titel gewonnen, im Doppel folgte 2019 ein weiterer. Erstmals mehr als zwei Siege auf der höherdotierten ATP Challenger Tour schaffte der Russe Anfang 2019 in Đà Nẵng, Vietnam, wo er im Viertelfinale an Marcel Granollers scheiterte. In der Weltrangliste stieg er am 29. April bis auf Platz 380, sein bisheriges Karrierehoch. Zu seinem Debüt auf der ATP Tour kam er im Oktober des Jahres in Moskau, wo er dank einer Wildcard starten konnte. Zum Auftakt traf er auf seinen Landsmann Alibek Katschmasow, der ebenfalls mit einer Wildcard gestartet war. Er gewann in drei Sätzen und verlor dann im Achtelfinale gegen den Lucky Loser Nikola Milojević in zwei Sätzen. Aktuell rangiert er auf Platz 424 der Welt im Einzel.